# Karlsruher Virtueller Katalog
Karlsruher Virtueller Katalog, KVK, är en bibliografisk metasöktjänst på Internet som administreras av biblioteket vid Karlsruher Institut für Technologie (KIT), Tysklands äldsta tekniska högskola. Med en förfrågning kan man söka i ett stort antal tyska, österrikiska, schweiziska och andra biblioteks- och bokhandelskataloger.
Karlsruher Virtueller Katalog utvecklades 1995-1996 vid Universität Karlsruhe (numera KIT) och öppnades för allmänheten 26 juli 1996. Från 2006 har det varit möjligt att göra fritextsökningar i Karlsruher Virtueller Katalog.